# Cosmoclostis leucomochla
Cosmoclostis leucomochla là một loài bướm đêm thuộc họ Pterophoridae. It was described từ Sri Lanka. It was later also discovered ở Birma và on Leyte.
Ấu trùng ăn Gmelina arborea.